# 게르노트 트라우너
게르노트 트라우너(독일어: Gernot Trauner, 1992년 3월 25일 ~ )는 주장으로 맡고 있는 에레디비시 클럽 페예노르트와 오스트리아 국가대표팀에서 센터백으로 활약하고 있는 오스트리아의 프로 축구 선수이다.
트라우너는 오버외스터라이히주의 여러 유소년 팀을 거쳐 2010년 LASK 소속으로 프로 축구에 데뷔했다. 2011-12년 시즌 부상으로 결장했던 트라우너는 2012년 SV 리트로 이적하여 오스트리아 분데스리가에서 획기적인 활약을 펼쳤다. 2017년 올리버 글라스너 감독 아래 LASK로 돌아와 리그 최고의 센터백 중 한 명으로 성장했으며 유럽에서의 성공도 경험했다. 2021년에는 에레디비시 클럽 페예노르트에 입단하여 첫 시즌에 UEFA 컨퍼런스리그 결승에 진출하여 시즌 팀 오브 더 시즌에 선정되었다.
그는 2018년 덴마크와의 친선 경기에서 오스트리아 국가대표팀에 데뷔했다.

## 구단 경력

### LASK
린츠 아카데미의 19세 이하 성적에 깊은 인상을 남긴 트라우너는 2010년 2월 지역 강자 LASK와 계약했다. 처음에는 OÖ 리가에 참가하는 2군 팀에서 뛰었다. 2010년 3월 21일, SV 그문덴을 상대로 6-1로 승리한 경기에서 이 팀에서 데뷔 전을 치렀고, 골을 넣었다. 데뷔 전에는 루카스 크라글, 토마스 호츨, 알리 함데미르 등이 팀 동료로 활약했다. 첫 시즌에는 10경기에 더 출전해 3골을 더 넣었다. 리저브 팀은 시즌 종료 후 2위로 오스트리아 레기오날리가 센트럴로 승격했다.
2010-11년 시즌을 앞두고 트라우너는 2010년 7월 31일, 리트와의 지역 더비에서 레네 아우프하우저와 교체되어 헬무트 크라프트 감독 아래 오스트리아 분데스리가 데뷔 전을 치렀다. 그는 팀이 1부 리그로 강등되면서 그해 시즌 리그에 10번 더 출전했지만 엉덩이 부상이 심해 2011-12년 시즌 전체에 결장했다.

### 리트
트라우너는 2012년 6월 12일, LASK와의 계약이 만료된 후 리트에 합류했다. 그는 3년 계약을 체결했다. 그는 9월 1일, 슈투름 그라츠와의 홈 경기에서 84분에 나초 로드리게스와 교체되어 벤치에서 나와 경쟁적으로 데뷔 전을 치렀다.
2013년 10월에는 광대뼈 골절 부상을 당했고, 올리버 글라스너 감독 아래서 중앙 미드필더에서 센터백으로 자리를 옮기면서 클럽의 주전으로 자리매김했다.
2015년 3월 7일, 트라우너는 오스트리아 분데스리가에서 첫 골을 넣었고, 멀리서 강력한 슈팅으로 리에드에게 그뢰디히를 상대로 2-1 승리를 안겨주었다. 2015년 5월, 그는 리트와 2017년까지 연장 계약을 체결했다.

### 페예노르트
트라우너는 2021년 7월 26일, 100만 유로의 이적료로 에레디비시 클럽 페예노르트에 입단했다. 그는 7월 5일, 3-0으로 승리한 루체른와의 UEFA 컨퍼런스리그 원정 경기에서 클럽 데뷔 전을 치렀다. 스타디온 페예노르트에서의 홈 데뷔전은 일주일 후 복귀 전을 치렀다. 8월 15일, 트라우너는 빌럼 II와의 경기에서 4-0으로 승리하며 에레디비시 데뷔 전을 치렀다. 그는 아르너 슬로트 감독이 이끄는 첫 시즌에서 페예노르트의 깊은 인상을 받은 것처럼 시즌 내내 선발 라인업을 유지하며 리그 순위 3위를 차지했다. 하지만 이들의 주요 성공은 2002년 이후 클럽이 처음으로 결승에 진출한 UEFA 컨퍼런스리그에서 거둔 것이다. 결국 결승전에서 주제 무리뉴의 로마에 1-0으로 패했다. 트라우너는 첫 대회의 시즌 팀에 선정되었다.
2023-24년 시즌을 앞두고 트라우너는 오르쿤 쾩취가 떠난 후 클럽의 새로운 주장으로 임명되었다.

## 국가대표팀 경력
트라우너는 U-18, U-19, U-21 오스트리아 국가대표로 2010년 UEFA U-19 축구 선수권 대회에 오스트리아 국가대표팀으로 출전하여 오스트리아의 세 경기에 모두 출전하여 잉글랜드를 상대로 득점을 기록했다.
2018년 10월 16일, 덴마크와의 친선 경기에서 오스트리아 국가대표팀 데뷔 전을 치렀다. 2020년 11월 11일, 룩셈부르크와의 원정 친선 경기에서 첫 국가대표 골을 넣으며 3-0으로 승리했다.
2024년 6월 7일, 그는 UEFA 유로 2024에 참가할 26인 국가대표팀에 이름을 올렸다. 6월 21일, 그는 폴란드를 상대로 3-1로 승리한 경기에서 헤딩슛으로 자국의 첫 골을 넣었다.

## 사생활
트라우너는 결혼하여 세 자녀를 두고 있다.